# 3955 Bruckner
3955 Bruckner је астероид главног астероидног појаса чија средња удаљеност од Сунца износи 3,018 астрономских јединица (АЈ).
Апсолутна магнитуда астероида је 11,3.